# 上海市曹杨中学
上海市曹楊中學是建立於1953年的一所公辦完全中學，也是上海市特色普通高中、普陀區重點中學。

## 歷史
- 1953年9月，曹杨中学在上海市普陀區白玉路91号创办。为中華人民共和國建立后上海首批新建的3所完全中学之一[1]。
- 1959年8月，上海市教育局确定曹杨中学为上海市重点学校[1]。
- 1978年2月1日，曹杨中学被列为普陀区重点中学[1]。
- 2001年，曹杨中学被温州商人應樹德收购转制为民办學校，同年9月學校遷往上海市普陀區祁连山南路1069号。曹楊中學因轉為民辦也失去参加上海市实验性示范性高中评审等机会，致使优秀教师大量流失。在普陀區居民大量反對下，2005年，普陀區教育局將曹楊中學回購，曹楊中學回歸公辦[2][3][4]。
- 2009年3月12日，曹楊中學被評為普陀区实验性示范性高中[5]。
- 2017年，成为首所上海市特色普通高中[6]。

## 历任校長
- 王长仁（任期1953.8—1961.8）
- 张金淑（任期1961.8—1964.1）
- 寇 侠（任期1964.1—1968.8）
- 陈昌钊（任期1978.9—1985.9）
- 金长荣（任期1988.7—1990.9）
- 王镜晨（任期1990.9—1992.3）
- 曹家正（任期1992.3—2005.2）
- 唐胜发（任期2005.3—2012.2）[7]
- 杨 琳（任期2012.9—）[8]